# Palaeopropithecidae
De Palaeopropithecidae of luiaardmaki's zijn een familie van uitgestorven lemuren, die in het Pleistoceen en Holoceen in Madagaskar leefden. Één soort (Palaeopropithecus ingens), overleefde waarschijnlijk tot het jaar 1620. Ze zijn de Malagasische tegenhangers van de luiaarden met zowel boombewonende trage en hangende soorten als grote op de grond levende soorten. De luiaardmaki's hadden kleine hersenen, een slecht zicht en een korte staart.

## Indeling
De Palaeopropithecidae zijn de zustergroep van de Indriidae. De familie bestaat uit vier geslachten:
- Archaeoindris
- Babakotia
- Mesopropithecus
- Palaeopropithecus